# Epocilla femoralis
Epocilla femoralis is een spinnensoort in de taxonomische indeling van de springspinnen (Salticidae).
Het dier behoort tot het geslacht Epocilla. De wetenschappelijke naam van de soort werd voor het eerst geldig gepubliceerd in 1901 door Eugène Simon.